# Mirror Mirror (песня Дайаны Росс)
«Mirror Mirror» (с англ. — «Зеркало, зеркало») — песня, записанная американской певицей Дайаной Росс для её одиннадцатого студийного альбома Why Do Fools Fall in Love.

## Написание и запись
Авторами стали Деннис Маткоски и Майкл Сембелло. По сюжету героиня разговаривает с волшебным зеркалом, словно злая королева из «Белоснежки»: «Mirror, mirror on the wall…» (с англ. — «Свет мой, зеркальце…»). Первоначально песня была предложена The Pointer Sisters, но те отказались от неё так как посчитали слишком глупой. Тогда песня попала к Росс, которая сама спродюсировала запись, а также исполнила и лид- и бэк-вокал.

## Коммерческий приём
Песня стала вторым синглом в поддержку альбома и была выпущена 11 декабря 1981 года. Она повторила успех предыдущего сингла, войдя в первую десятку Billboard Hot 100, а также поднялась до второго места в чарте Hot Soul Singles (на первое место её не пропустил Стиви Уандер с песней «That Girl»).
Видеоклип на песню попал в активную ротацию телеканала BET, но был проигнорирован MTV.

## Чарты
| Чарт (1981-82)                            | Высшая позиция |
| ----------------------------------------- | -------------- |
| Бельгия/Фландрия (Ultratop 50)            | 22             |
| Великобритания (UK Singles Chart)         | 36             |
| Канада (RPM Top Singles)                  | 29             |
| Нидерланды (Dutch Top 40)                 | 27             |
| Нидерланды (Single Top 100)               | 24             |
| Новая Зеландия (Recorded Music NZ)        | 15             |
| США (Billboard Hot 100)                   | 8              |
| США (Billboard Hot R&B/Hip-Hop Songs)     | 2              |
| США (Billboard Dance Club Songs)          | 14             |
| Финляндия (Suomen virallinen singlelista) | 24             |